# 同昌公主
衛國文懿公主（849年—870年），又稱同昌公主，本名不詳，父親是唐懿宗李漼，為郭淑妃所生。

## 生平
生于大中三年（849年）七月三日，当时皇帝是她的祖父唐宣宗，父亲李漼为郓王，母亲郭氏是他的妾室。
同昌公主长到三、四岁都不曾开口说話，一日對父親說“得活”。不久迎接李漼即位为帝的仪仗來到郓王府门前。咸通九年（868年），公主下嫁新科進士韋保衡，而同昌公主本身算是一个不错的妻子，她不但姿色嬌美，而且性情溫柔，乖巧宜人，没有一般皇家公主那刁蛮任性的性格。而公主出嫁时，唐懿宗赐下的嫁妆简直可以在韦驸马家开一个百宝库，有水晶云母、琉璃玳瑁、犀角象牙、装翠宝石等不计其数，更有衡世罕见的金龟、银鹿、金表、银粟、如意枕、鹤鹊枕、龙凤帐、九玉钦、琴瑟幕、文布巾、火蚕衣等，至于金银钱币、缓罗绸缎和豪华家俱器皿，且韦家见娶进了这么一位能给自家带来无限荣耀和好处的高贵媳妇，自然上上下下乐不可支，在生活上尽量安排得极尽奢华、舒适，以免亏待了公主。出入有车辇，行止有仆人，简直不让她走动一下，生怕累着她、摔着她，傾宮中珍玩以為資送，賜第於廣化里，窗戶皆飾之以雜寶，並杵藥臼，槽櫃亦以金銀為之，編金縷為箕筐，賜五百萬緡。”，即使在唐前期的太平公主、安樂公主，若是見了她那份獨一無二的嫁妝也會自愧不如。
而她吃的是难以想象的山珍海味，為了滿足公主的胃口，皇帝命皇宮內準備各種美味，如「靈消炙」這道菜，是用喜鵲舌、羊心尖等材料調制而成，一隻羊只有四兩肉能用作原料，吃一回就不知要斩杀多少喜鹊和肥羊，雖經暑毒，終不腐敗；公主喝的则更为讲究，即「玫瑰露」，是清晨在盛開的玫瑰花上才能收集到的露水，十几个人一早晨才能收到一小瓶，而同昌公主一口就喝下了，除此之外還有凝霜浆、桂花酒；穿的则是珍珠衫、狐白裘、火蚕衣，据说“珍珠衫”夜里能发光照亮周围三尺远的地方，“狐白裘”则夏日炎炎可着裘衣消暑，“火蚕衣”则冬日凛冽能穿单御寒；外出时乘的是“七宝车”，行走起来风驰电掣，而车内却不感颠簸，且阵阵异香飘逸，车过半日不散。據記載，她能在一張普通大小的錦被上，繡出三千彩色鴛鴦來。這種世間罕有的巧手功夫，不但需要出色的審美與技巧，更需要沉靜柔順的性格。而這種性格，在中國的公主群裏，更是寥寥可數，屬於珍稀的特質。
新婚的第二年，同昌公主在午睡的时候，做了一个梦，梦见一個美人對她说：“她是南齐的潘玉兒，她要来取回她的九鸾钗”。而這九鸾钗是同昌公主经常佩带的饰物，这玉钗上雕着九只鸾凤，每凤一色，各不相同，钗边还刻着“玉儿”两个字。堪称世间奇珍。同昌公主对这个梦感到奇怪，就告诉了自己的侍女。做梦不久，在咸通十一年（870年），公主有疾，御醫韓宗紹、康仲殷等為公主治病，八月，仍因病故亡，享年二十一歲，一個國色天香的公主，香消玉殒了。次年，懿宗为同昌公主举行了隆重的葬礼，刻印《金剛經》的金駱駝、鳳凰、麒麟，以為儀仗，葬禮極其侈豪，史載“以服玩殉葬，每物皆百二十舆。锦绣珠玉，辉焕三十余里。”，唐懿宗和郭淑妃失聲慟哭。追封公主為衛國公主，予諡文懿。
事後韋保衡向唐懿宗抱怨御醫診斷不當，使得公主身亡。唐懿宗不疑有他，將韓宗紹及康仲殷等御醫全部斬首，又將其親族三百多人投獄，交給京兆尹溫璋治罪。為了悼念嬌美溫柔的愛女同昌公主，令宮中伶人李可及創作了《歎百年》隊舞，或稱《歎百年隊》，皇帝賜給他大量金銀，西門季玄警告他：“今日受賜用官車，他日破家，亦須輦還內府。不道受賞，徒勞牛足。”後來李可及果然流放嶺表，財產全部充公。
黄巢之乱時，僖宗外逃，妃主有饿死者，同昌公主之陵被盗挖，扬骨于外。